# Villa Guerrazzi
Villa Guerrazzi si trova in via Guerrazzi presso la località La Cinquantina nel comune di Cecina (LI).

## Storia
La tenuta della Cinquantina viene citata almeno dal 1717, quando in un documento è ricordata come di proprietà di "S.A.R. il Granduca di Toscana. Il nome deriva forse da una qualità di granoturco detta, in base al tempo di maturazione, della "cinquantina" (anziché primaverile, estiva o della quarantina), mentre si tratterebbe solo di una leggenda locale che il terreno fosse così fertile da rendere cinquanta volte il seminato. Già concessa da Cosimo III de' Medici alla famiglia Albizi, passò nel 1738 al senatore Carlo Ginori, che in questa zona possedette tutta la fascia costiera da Vada a Bolgheri. 
L'aspetto attuale della villa risale alla seconda metà del Settecento, quando fu ampliato il casone di lavoria, una struttura destinata allo sfruttamento agricolo estensivo basato sull'impiego della manodopera avventizia che qui trova alloggio. Nel 1815 tornò tra i beni della corona toscana, nella persona del granduca Ferdinando III, e successivamente suo figlio Leopoldo II la concesse in enfiteusi alle famiglie coloniche. Risale infatti a questo periodo la bonifica del terreno e il conseguente risanamento, che rese possibile l'insediamento stabile di braccianti avviando così il processo di trasformazione in fattoria.

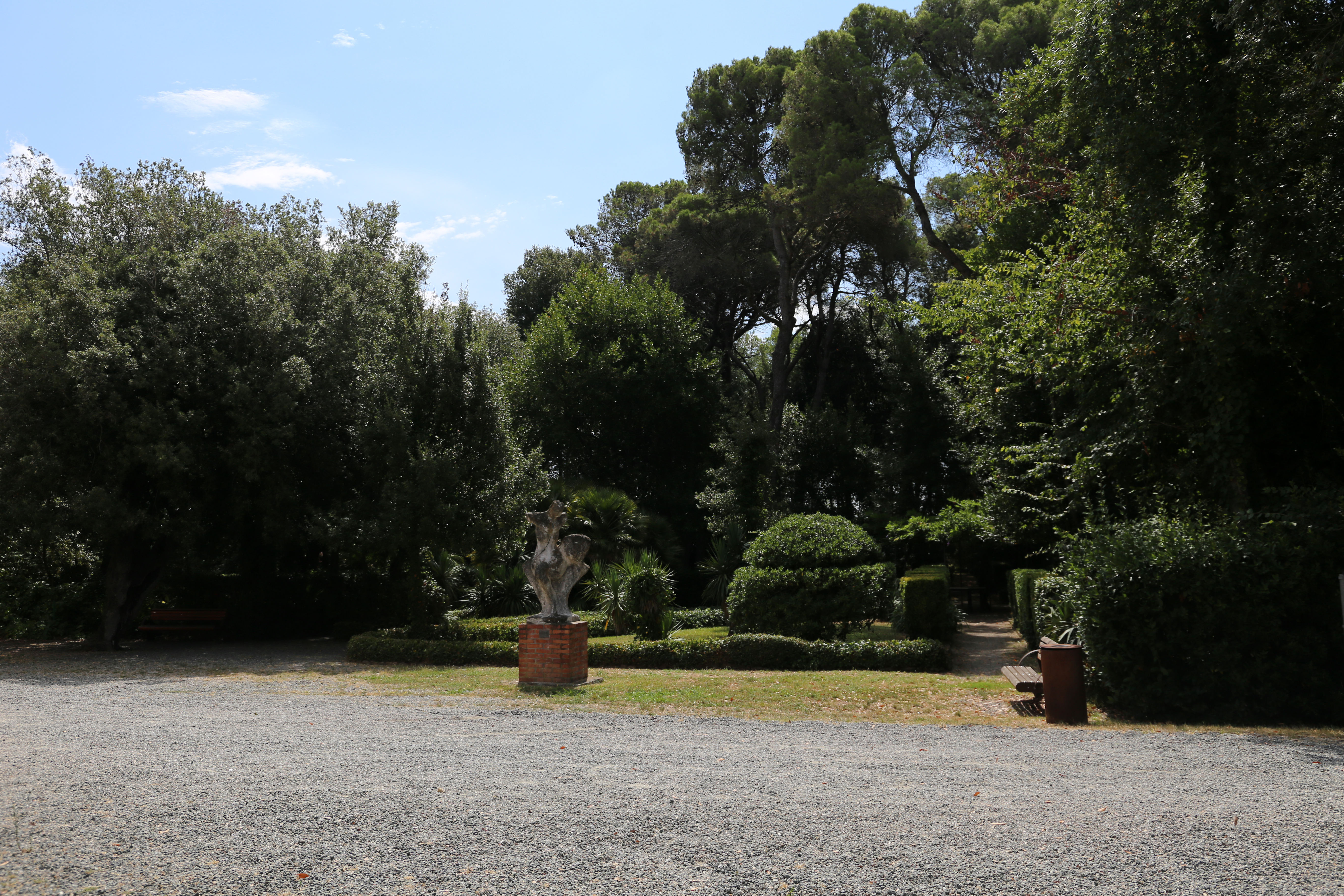
I giardini

Con l'Unità d'Italia, molti beni degli stati preunitari vennero venduti a privati. Nel 1868 la villa era intestata a Francesco Michele Guerrazzi di Livorno, nipote del più celebre Francesco Domenico Guerrazzi, avvocato e tribuno politico durante i moti risorgimentali, che invece non possedette mi la villa, ma qui vi trascorse comunque gli ultimi anni della sua vita, morendovi nel 1873, come ricorda anche una targa sul portale principale. 
I discendenti e i successivi proprietari, gli industriali livornesi Torelli, continuarono ad apportare piccole variazioni per adeguare la villa alle rispettive necessità fino a che nel 1975 il Comune di Cecina acquistò la villa dall'ultima proprietaria Edmea. 
In più di venti anni il complesso è stato completamente ristrutturato e ospita il Museo Archeologico Comunale di Cecina, il Museo della vita e del lavoro della Maremma settentrionale, la Scuola Comunale di Musica "Sarabanda", la Scuola di Teatro "Artimbanco" e una sala polivalente per mostre e concerti.

## Descrizione
Il complesso è costituito, oltre che dalla vera e propria villa di abitazione padronale, da vari fabbricati annessi, un tempo adibiti a cantina, granaio, magazzini, scuderia, tutti immersi in un ampio parco alberato a poca distanza dal mare. Oggi circondato da un recinto, comprende anche un giardino all'italiana e una pineta. Qui è stato ricollocata anche la tomba etrusca a tholos di Casaglia, scoperta nel 1932 e già nella prima sede del museo archeologico.